# Berkleasmium micronesiacum
Berkleasmium micronesiacum är en svampart som beskrevs av Matsush. 1981. Berkleasmium micronesiacum ingår i släktet Berkleasmium, ordningen Pleosporales, klassen Dothideomycetes, divisionen sporsäcksvampar och riket svampar.   Inga underarter finns listade i Catalogue of Life.